# Xenungulats
Els xenungulats (Xenungulata) formen un ordre de mamífers extints de Sud-amèrica. El seu nom vol dir 'ungulats estranys'. Se n'han trobat restes fòssils al Brasil i l'Argentina. Eren uns dels mamífers més grans del seu temps i tenien un aspecte similar al dels tapirs.